# Gustav Putzendopler
Gustav Putzendopler est un joueur de football autrichien qui jouait au poste de milieu de terrain, reconverti ensuite en entraîneur.

## Carrière
À partir de 1912, et jusqu'en 1920, il joue au Rapid Vienne. Il y connaît deux sélections en équipe nationale autrichienne, lors de deux matchs amicaux joués contre la Hongrie en 1919. Après, pour une saison, il va jouer au FC Bâle.
En 1927-1928, il devient entraîneur du FC Mulhouse. Avec cette équipe, il remporte le championnat d'Alsace, et atteint les demi-finales de la coupe de France.
En 1930-1931, il entraîne le FC Bâle.

## Statistiques
| Saison                | Club                  | Championnat           | Championnat | Championnat | Coupe(s) nationale(s) | Coupe(s) nationale(s) | Autriche | Autriche | Total | Total |
| Saison                | Club                  | Division              | M.          | B.          | M.                    | B.                    | M.       | B.       | M.    | B.    |
| 1912-1913             | Rapid Vienne          | Erste Klasse          | 1           | 0           | -                     | -                     | -        | -        | 1     | 0     |
| 1913-1914             | Rapid Vienne          | Erste Klasse          | 2           | 0           | -                     | -                     | -        | -        | 2     | 0     |
| 1914-1915             | Rapid Vienne          | Erste Klasse          | 3           | 0           | -                     | -                     | -        | -        | 3     | 0     |
| 1915-1916             | Rapid Vienne          | Erste Klasse          | -           | -           | -                     | -                     | -        | -        | 0     | 0     |
| 1916-1917             | Rapid Vienne          | Erste Klasse          | 7           | 0           | -                     | -                     | -        | -        | 7     | 0     |
| 1917-1918             | Rapid Vienne          | Erste Klasse          | -           | -           | -                     | -                     | -        | -        | 0     | 0     |
| 1918-1919             | Rapid Vienne          | Erste Klasse          | 18          | 0           | 4                     | 0                     | 2        | 0        | 24    | 0     |
| 1919-1920             | Rapid Vienne          | Erste Klasse          | 18          | 0           | 2                     | 0                     | -        | -        | 20    | 0     |
| 1920-1921             | FC Bâle               | Série A               | -           | -           | -                     | -                     | -        | -        | 0     | 0     |
| Total sur la carrière | Total sur la carrière | Total sur la carrière | 49          | 0           | 6                     | 0                     | 2        | 0        | 57    | 0     |

## Palmarès
| - Rapid Vienne - Championnat d'Autriche : 1913, 1916, 1917, 1919, 1920 - Coupe d'Autriche : 1919, 1920 - FC Bâle - Serie A Zentralschweiz : Vice-champion en 1920 |  | - FC Mulhouse - DH Alsace : 1928 - Coupe de France : Demi-finaliste en 1928 - FC Bâle - Serie A Zentralschweiz : Vice-champion en 1931 |